# Rhusia rofia
Rhusia rofia är en insektsart som beskrevs av Irena Dworakowska 1981. Rhusia rofia ingår i släktet Rhusia och familjen dvärgstritar.
Artens utbredningsområde är Nigeria. Inga underarter finns listade i Catalogue of Life.